# تپه کوتلان
تپه کوتلان مربوط به سدهٔ ۸–۶ ه.ق است و در شهرستان ارومیه، بخش مرکزی، دهستان روضه‌چای، روستای کوتلان واقع شده و این اثر در تاریخ ۲۵ آبان ۱۳۸۷ با شمارهٔ ثبت ۲۳۵۷۶ به‌عنوان یکی از آثار ملی ایران به ثبت رسیده است.